# ATP-toernooi van Zagreb
Het ATP-toernooi van Zagreb was een jaarlijks terugkerend tennistoernooi voor mannen dat werd georganiseerd in het Kroatische Zagreb. De officiële naam van het toernooi was de PBZ Zagreb Indoors.
Het toernooi, dat werd georganiseerd door de ATP, viel in de categorie "ATP World Tour 250 series". Er werd indoor gespeeld op een taraflexbaan.
In 2006 werd het toernooi voor het eerst in negen jaar weer georganiseerd nadat de licentiehouder (Brand Plus Inc) van het ATP-toernooi van Milaan (Italië), de licentie is gaan verhuren aan de organisatie in Zagreb. De voorzitter van het organisatiecomité was de voormalig toptennisser Goran Ivanišević. Sinds de herintrede van het toernooi in 2006 heeft Ivan Ljubičić driemaal de finale gehaald, hij won er hiervan een.
Het Nederlands/Belgisch duo Menno Oosting/Libor Pimek won het dubbeltoernooi in het debuutjaar van het toernooi (1996). Zij versloegen in de finale de Nederlander Hendrik Jan Davids met zijn Tsjechische partner Martin Damm. In 2008 stond er opnieuw een Nederlander in de finale, Rogier Wassen. Hij verloor in de supertiebreak de wedstrijd. In 2009 behaalde Wassen opnieuw de dubbelfinale, hij verloor deze opnieuw.
Na de editie van 2015 is de licentiehouder 'Brand Plus Inc' van de eigenaar Bharat Godkhindi uit Dubai, Verenigde Arabische Emiraten, de licentie gaan verhuren aan het ATP-toernooi van Sofia in Bulgarije. De organisatie in Zagreb kon niet meer voldoende financiële zekerheid bieden, waarna de licentiehouder op zoek ging naar een nieuwe locatie.

## Finales

### Enkelspel
| Datum     | Cat.                     | Winnaar                | Verliezend finalist | Uitslag            | Details            |
| --------- | ------------------------ | ---------------------- | ------------------- | ------------------ | ------------------ |
| 2015      | ATP World Tour 250       | Guillermo García López | Andreas Seppi       | 7-6(4), 6-3        | Details            |
| 2014      | ATP World Tour 250       | Marin Čilić            | Tommy Haas          | 6-3, 6-4           | Details            |
| 2013      | ATP World Tour 250       | Marin Čilić            | Jürgen Melzer       | 6-3, 6-1           | Details            |
| 2012      | ATP World Tour 250       | Michail Joezjny        | Lukáš Lacko         | 6-2, 6-3           | Details            |
| 2011      | ATP World Tour 250       | Ivan Dodig             | Michael Berrer      | 6-3, 6-4           | Details            |
| 2010      | ATP World Tour 250       | Marin Čilić            | Michael Berrer      | 6-4, 6-7, 6-3      | Details            |
| 2009      | ATP World Tour 250       | Marin Čilić            | Mario Ančić         | 6-3, 6-4           | Details            |
| 2008      | ATP International Series | Serhij Stachovsky      | Ivan Ljubičić       | 7-5, 6-4           | Details            |
| 2007      | ATP International Series | Marcos Baghdatis       | Ivan Ljubičić       | 7-6, 4-6, 7-6      | Details            |
| 2006      | ATP International Series | Ivan Ljubičić          | Stefan Koubek       | 6-3, 6-4           | Details            |
| 1998-2005 | Niet georganiseerd       | Niet georganiseerd     | Niet georganiseerd  | Niet georganiseerd | Niet georganiseerd |
| 1997      | ATP World Series         | Goran Ivanišević       | Greg Rusedski       | 7-6, 4-6, 7-6      | Details            |
| 1996      | ATP World Series         | Goran Ivanišević       | Cédric Pioline      | 3-6, 6-3, 6-2      | Details            |

### Dubbelspel
| Datum     | Cat.                     | Winnaar                           | Verliezend finalist                | Uitslag            | Details            |
| --------- | ------------------------ | --------------------------------- | ---------------------------------- | ------------------ | ------------------ |
| 2015      | ATP World Tour 250       | Marin Draganja Henri Kontinen     | Fabrice Martin Purav Raja          | 6-4, 6-4           | Details            |
| 2014      | ATP World Tour 250       | Jean-Julien Rojer Horia Tecău     | Philipp Marx Michal Mertiňák       | 3-6, 6-4, [10-2]   | Details            |
| 2013      | ATP World Tour 250       | Julian Knowle Filip Polášek       | Ivan Dodig Mate Pavić              | 6-3, 6-3           | Details            |
| 2012      | ATP World Tour 250       | Marcos Baghdatis Michail Joezjny  | Ivan Dodig Mate Pavić              | 6-2, 6-2           | Details            |
| 2011      | ATP World Tour 250       | Dick Norman Horia Tecău           | Marcel Granollers Marc López       | 6-3, 6-4           | Details            |
| 2010      | ATP World Tour 250       | Jürgen Melzer Philipp Petzschner  | Arnaud Clément Olivier Rochus      | 3-6, 6-3, [10-8]   | Details            |
| 2009      | ATP World Tour 250       | Martin Damm Robert Lindstedt      | Christopher Kas Rogier Wassen      | 6-4, 6-3           | Details            |
| 2008      | ATP International Series | Paul Hanley Jordan Kerr           | Christopher Kas Rogier Wassen      | 6-3, 3-6, 10-8     | Details            |
| 2007      | ATP International Series | Michael Kohlmann Alexander Waske  | František Čermák Jaroslav Levinský | 7-6(5), 4-6, 10-5  | Details            |
| 2006      | ATP International Series | Jaroslav Levinský Michal Mertiňák | Davide Sanguinetti Andreas Seppi   | 7-6(6), 6-1        | Details            |
| 1998-2005 | Niet georganiseerd       | Niet georganiseerd                | Niet georganiseerd                 | Niet georganiseerd | Niet georganiseerd |
| 1997      | ATP World Series         | Saša Hiršzon Goran Ivanišević     | Mark Keil Brent Haygarth           | 6-4, 6-3           | Details            |
| 1996      | ATP World Series         | Libor Pimek Menno Oosting         | Martin Damm Hendrik Jan Davids     | 6-3, 7-6           | Details            |